# Družina krivulj
Družina krivulj je množica krivulj. Vsaka izmed teh krivulj je dana s funkcijo ali s parametrizacijo v kateri je eden ali več parametrov spremenljivih.
Družine krivulj se pogosto pojavljajo v rešitvah diferencialnih enačb. Kadar se uvede aditivna konstanta, se bo vodila algebrsko vse dokler ne predstavlja preprosto linearno transformacijo.
Družine krivulj se lahko pojavijo tudi na drugih področjih. Vse nedegenerirane stožnice se lahko predstavijo z eno polarno enačbo z enim parametrom, izsrednostjo krivulje: 
{\displaystyle r(\theta )={\frac {e}{1+e\cos \theta }}\!\,.}
Ko se vrednost izsrednosti {\displaystyle e\,} spreminja, se spreminja oblika krivulje na relativno zapleteni način. Za krožnico velja {\displaystyle e=0\,}, za elipso {\displaystyle 0<e<1\,}, za parabolo {\displaystyle e=1\,} in hiperbolo {\displaystyle e>1\,}.

## Uporabe
Družine krivulj se pojavljajo na različnih področjih geometrije, na primer pri ovojnici množice krivulj ali kavstiki dane krivulje.

## Posplošitve
V algebrski geometriji je algebrska posplošitev dana s pojmom linearnih sistemov deliteljev.